# Та-Калі

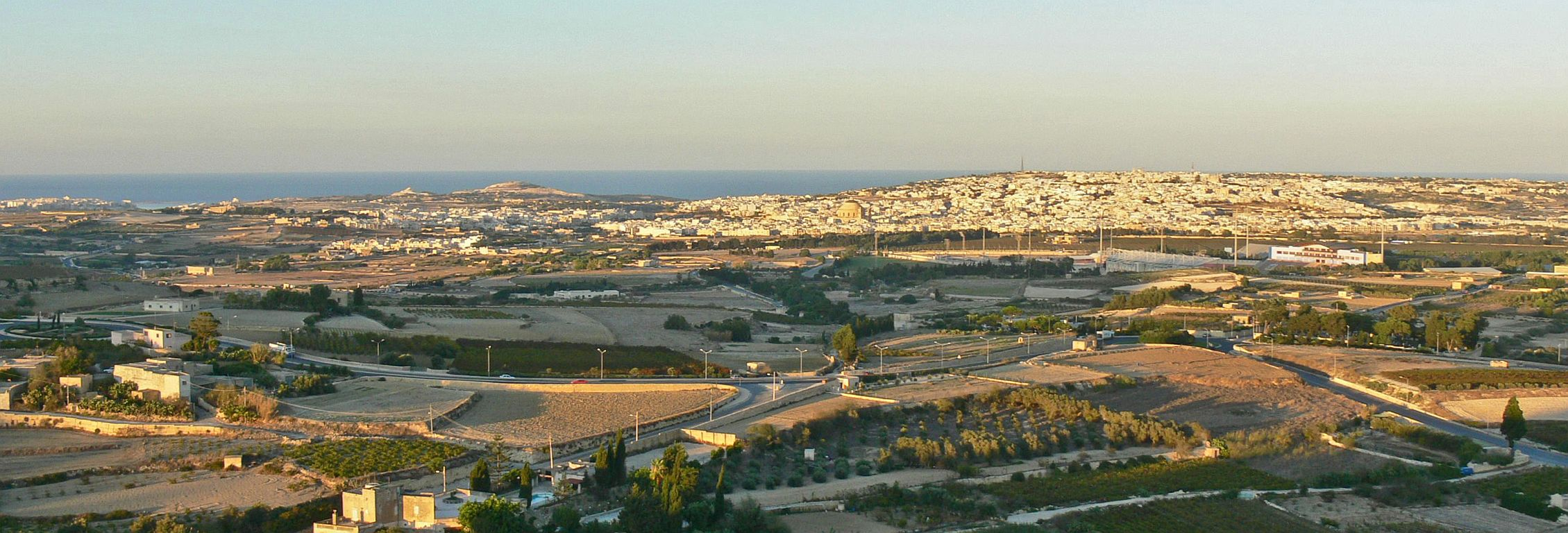
Панорама Та-Калі з Мдіни

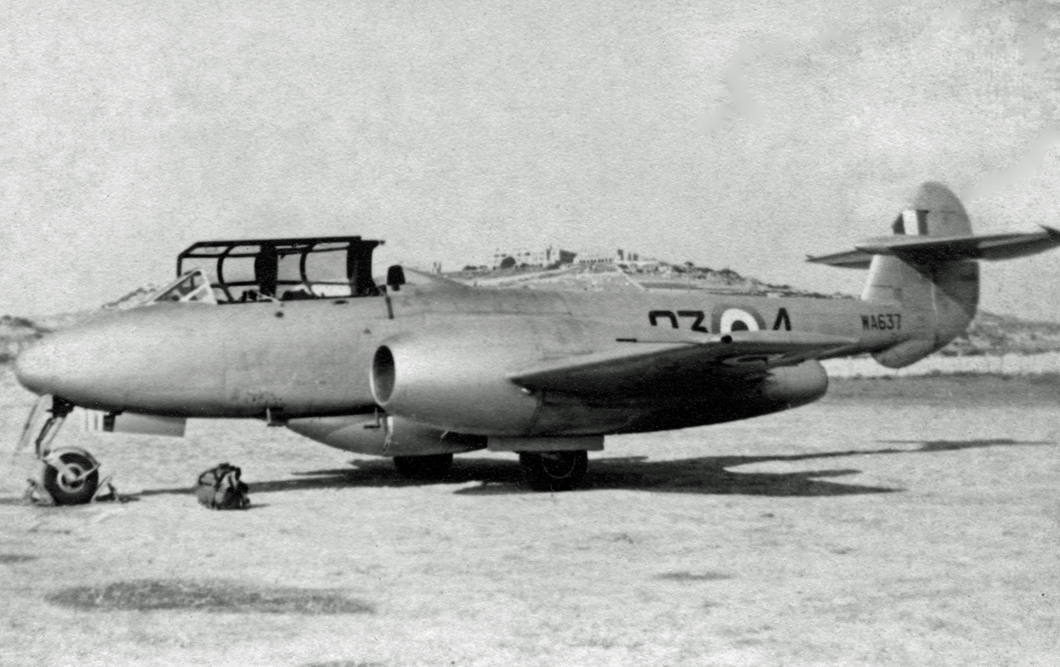
Літак Gloster Meteor ВПС Великої Британії на летовищі Та-Калі, 1952 рік.

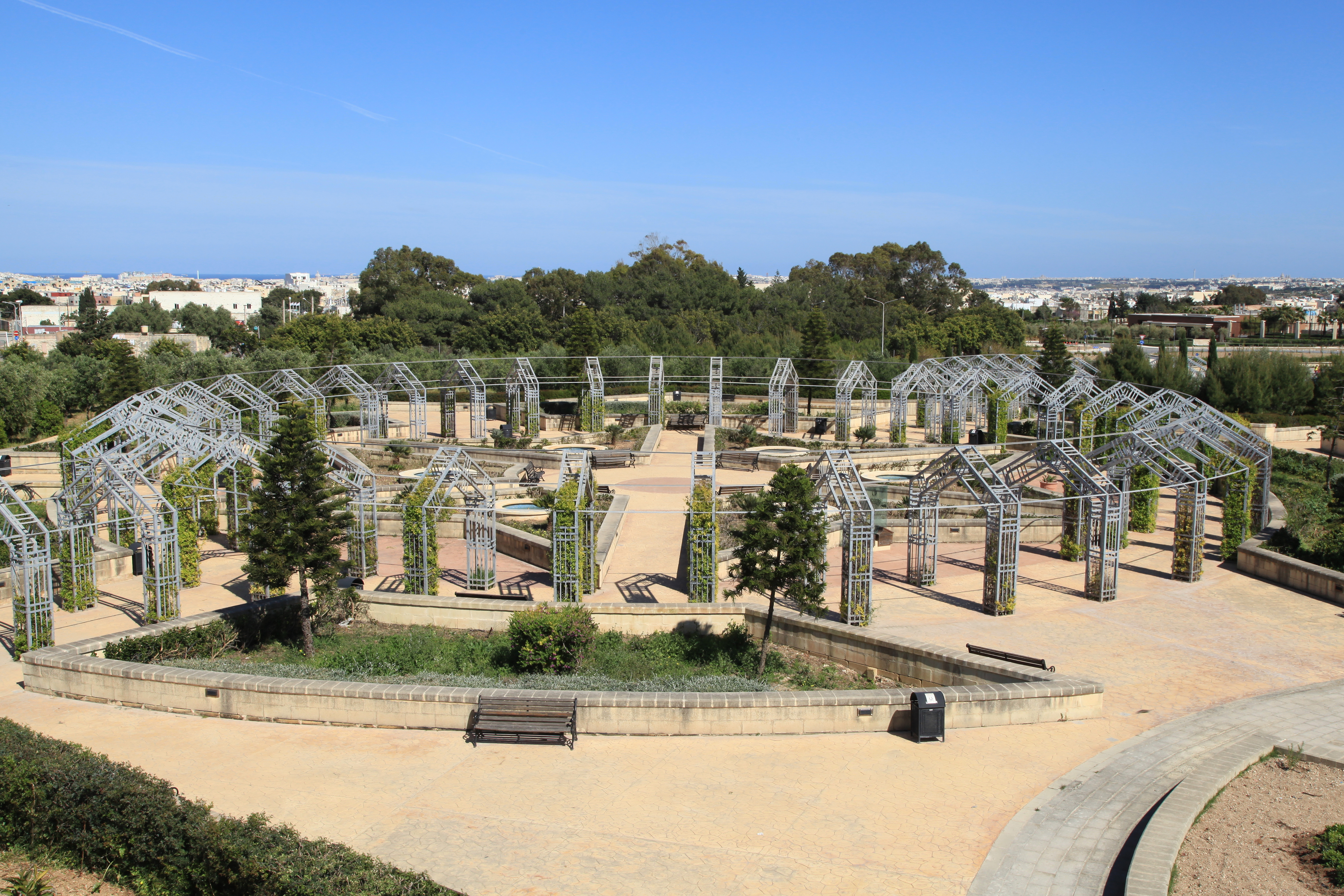
Національний парк Та-Калі

Та-Калі (мальт. Ta' Qali) — селище в Республіці Мальта, адміністративна територія якого охоплює велику незабудовану площу в центрі острова Мальта, на якій зокрема розташовані Національний стадіон, Національний парк Та-Калі, а також великий овочевий ринок Піткаліджа (мальт. Pitkalija).
В середині XX сторіччя тут також розташовувався військовий аеродром Королівських ВПС Великої Британії, побудований незадовго до Другої Світової війни. В ході війни аеродром використовувався як база британських ВПС, які здійснювали бойові вильоти під час операцій на Середземноморському театрі військових дій Другої світової війни. До середини 1950-х років авіаційна база продовжувала активно використовуватися британською військовою авіацією, а згодом британські військові літаки відвідували Та-Калі в рамках щорічних навчань.
Після згортання військової бази територія Та-Калі почала використовуватися мешканцями найближчих міст як зона відпочинку на природі. Тут було закладено національний парк, на території якого зокрема проводяться масштабні концертні заходи. Крім національного парку у Та-Калі розташовані:
- Національний стадіон, збудований 1980 року, — найбільша спортивна арена Мальти, здатна вмістити 18 тисяч глядачів (до 35 тисяч при концертному використанні);
- Селище ремесел Та-Калі — низка ремесницьких майстерень, розташованих у колишніх приміщеннях авіабази, де підтримуються традиційні мальтійські ремесла;
- Мальтійський музей авіації[en];
- Посольство США на Мальті[1], перенесене сюди з Флоріани у 2011 році[2].